# Jannik Johansen
Jannik Johansen (født 3. marts 1965) er en dansk filminstruktør og manuskriptforfatter. Han begyndte at lave film hos Per Holst Film i slutningen af 1980'erne og begyndte herefter at instruere og redigere tv-produktioner og kortfilm. Han skrev og instruerede et antal kortfilm, heriblandt "A Quiet Death", som vandt en pris fra "National Art Fund". Johansens spillefilmsdebut, Rembrandt (2003), blev en box-office succes og blev nomineret til både Bodil- og Robertprisen og vandt "Best Acting Ensemble" for de mandlige hovedroller ved Courmayeur Film Noir Festival i Italien. Senere fulgte Mørke (2005) og Hvid nat (2007).
Han har instrueret fire afsnit af første sæson af den danske tv-serie Bedrag.